# Gustave Flaubert
Gustave Flaubert (Rouen, 12. prosinca 1821. – imanje Croisset, Rouen, 8. svibnja 1880.), francuski prozaist, jedan od najvećih svjetskih romanopisaca. 

## Životopis
Sin liječnika, Flaubert upisuje studij prava koji ne završava, putuje sjevernom Afrikom, formira krug pariških prijatelja, a od svojih tridesetih godina uglavnom živi na imanju Croisset u Normandiji, s povremenim posjetima Parizu. Nakon adolescentske ljubavi prema udatoj Elise Schlesinger, koju nije nikad zaboravio, imao je više erotskih veza, od kojih je najpoznatija s pariškom spisateljicom Louise Colet, no, nikad nije zasnovao vlastitu obitelj. 
Flaubertovo djelo je, može se reći bez ikakve ograde, središnji narativni opus 19. stoljeća. Iako su veliki ruski romanopisci poput Tolstoja i Dostojevskog popularniji i utjecajniji kod širega čitateljstva, te iako je njihov zahvat u stvarnost dojmljiviji i uzbudljiviji- Gustave Flaubert ostaje nenadmašivim, uzornim majstorom. Kao što je za Velazqueza rečeno da je bio slikar za slikare, tako se za Flauberta može kazati da je pisac za pisce, veliki učitelj i mjerilo majstorstva. Raznovrsnost i inventivnost piščeva djela zapanjuju: na njega se pozivaju kako naturalistička i realistička škola, od Maupassanta, Zole, Uptona Sinclaira do nebrojenih američkih i europskih naturalista, tako i simbolistička struja radikalnoga esteticizma koja inzistira na formalnome savršenstvu narativne umjetnine, utjelovljena u Proustu i Joyceu. Dodamo li tomu da su opusi Conrada, Camusja, Kafke i Sartrea nezamislivi bez Flauberta dobiva se dojam o dubini i dosegu utjecaja majstora iz Croisseta.

## Književni opus
Prvo Flaubertovo remek djelo je ujedno i najkontroverznije: "Gospođa Bovary", 1857., turobna pripovijest o egzistencijalnoj dosadi, preljubima i samoubojstvu žene provincijskoga normandijskoga liječnika, savršeno komponirana kao jedan od egzemplarnih psiholoških romana, izazvala je sudski proces zbog navodno nemoralnih dijelova teksta. No pisac, njegov izdavač i tiskar su oslobođeni optužbe, zahvaljujući, među inim, i realizmu i životnoj mudrosti suca. Roman odlikuju značajke koje će se sretati i u kasnijim Flaubertovim djelima: vjerodostojnost u prikazu pojedinosti, impersonalni pristup u kojem ne čujemo glas pisca niti uopće znamo za njegovo postojanje, te harmonični i njegovani stil koji je postao uzorom francuske proze. U sljedećem romanu "Salammbo", 1862., autor je dao maha svom potiskivanom temperamentu, no, ni tu nije iznevjerio arhivarski i trijezni pristup – u tom spoju nespojivih sastavnica leži čar prikaza stare Kartage, kao i opisu razmaha bujnih strasti i atavizama koji su uzbuđivali piščevu maštu, najčešće svjesno ograničenu na prozaičnu malograđansku svakodnevnicu. 
Godine 1869. Flaubert objavljuje svoj najveći roman, "Sentimentalni odgoj". To poluautobiografsko djelo u kojem je rekreirao svoju mladenačku očaranost Elise Schlesinger i studentske dane, autor je opisao kao "moralnu povijest ljudi moga naraštaja". Više od toga, "Sentimentalni odgoj", koji prati razgorijevanje i sagorijevanje strasti i ambicija Frederica Moreaua i kruga njegovih pariških prijatelja – roman je o korozivnoj sili Vremena koja rastače bilo kakav životni poriv. Djelo zapravo nema zaplet i rasplet u konvencionalnom smislu riječi: likovi se vrte u prostoru vlastitih projekcija i želja, vrijeme prolazi i ništa se bitno ne riješava niti ostvaruje, a konac romana je potresan u svojoj svijesno naglašenoj banalnosti – patos neostvarenih žudnji i izjalovljenih ambicija, sublimiran u nezaboravnim scenama susreta ostarjelih Frederica i njegove mladenačke ljubavi, kao i u konačnom dijalogu s "prijateljem" o antiklimaktičnim "vrhuncima" njihovih sterilnih života, tvori polazište za velike ostvaraje Faulknera i Prousta u 20. stoljeću, kroničara receptivne preosjetljive svijesti paralizirane pred hipnotičkom moći indiferentnoga vanjskoga svijeta. Posve su drukčije fantastične vizije "Iskušenja svetoga Antuna", 1874, dramsko-romanesknoga uratka, toga "francuskoga Fausta" na kojem je radio preko 25 godina. Posljednje, postumno djelo je "Bouvard i Pecuchet", 1881., groteskna prethodnica antiromana središtena oko bizarnih seoskih "pothvata" dvojice umirovljenih činovnika, hibridna je studija okarakterizirana i kao svojevrsna farsična enciklopedija ljudske gluposti.
Gustave Falubert ostaje najutjecajnijim romanopiscem 19. stoljeća: ako je za Gogoljevu "Kabanicu" rečeno da je sva kasnija ruska književnost izašla iz nje, bez pretjerivanje možemo konstatirati da je golem dio svjetske narativne proze druge polovice 19. i cijeloga 20. stoljeća potekao iz Flaubertova opusa.

## Djela
- "Madame Bovary" 1857. u Parizu
- "Salammbo" (1862.)
- "Sentimentalni odgoj" (L'Education sentimentale (1869.)
- "Iskušenja svetoga Antuna" (La Tentation de Saint Antoine – 1874.)
- "Tri priče" (Trois contes – 1877.)
- Bouvard et Pécuchet (1881., postumno)
- Dictionnaire des idées reçues (1911., postumno)

## Flaubertova djela prevedena na hrvatski

### Romani
- „Gospođa Bovary“
- „Memoari jednog luđaka“
- „Salambo“, povijesni roman o Kartagi
- „U mjesecu studenom“ (preveo Tin Ujević)
- „Iskušenje svetoga Antuna“, nadotjeraniji njegov filozofski roman
- „Jednostavno srce“
- „Bouvard i Pecuchet“
- „Sentimentalni odgoj“, najbolji roman, romansirana biografija, autobiografski roman